# 帕利耶尔
帕利耶尔（法語：Paslières，法語發音：[paljɛʁ]）是法国多姆山省的一个市镇，属于蒂耶尔区。

## 地理
帕利耶尔（45°55'44"N, 3°29'51"E）面积27.77 平方千米，位于法国奥弗涅-罗讷-阿尔卑斯大区多姆山省，该省份为法国中南部省份，北起阿列省接壤，东临卢瓦尔省，南至上盧瓦爾省和康塔爾省，西接科雷兹省和克勒兹省。
与帕利耶尔接壤的市镇（或旧市镇、城区）包括：皮纪尧姆、沙尔纳、多拉、诺阿亚、迪罗勒河畔圣雷米、圣维克托蒙维亚内、蒂耶爾、万泽勒。

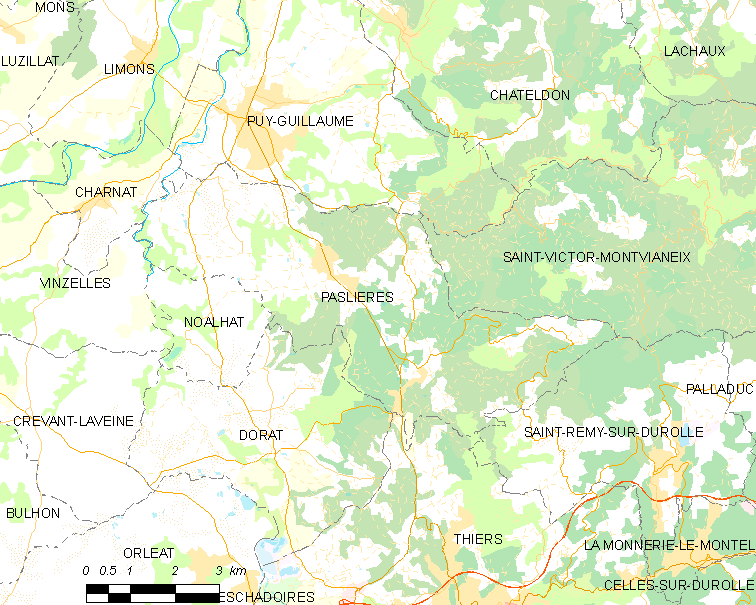
帕利耶尔的OSM定位图

帕利耶尔的时区为UTC+01:00、UTC+02:00（夏令时）。

## 行政
帕利耶尔的邮政编码为63290，INSEE市镇编码为63271。

## 政治
帕利耶尔所属的省级选区为马兰格县。

## 人口

1962-2008年间帕利耶尔人口变化图示

帕利耶尔于2022年1月1日时的人口数量为1487人。